# Minueto en sol mayor, KV 1e (Mozart)
| Minueto en sol mayorⓘ |

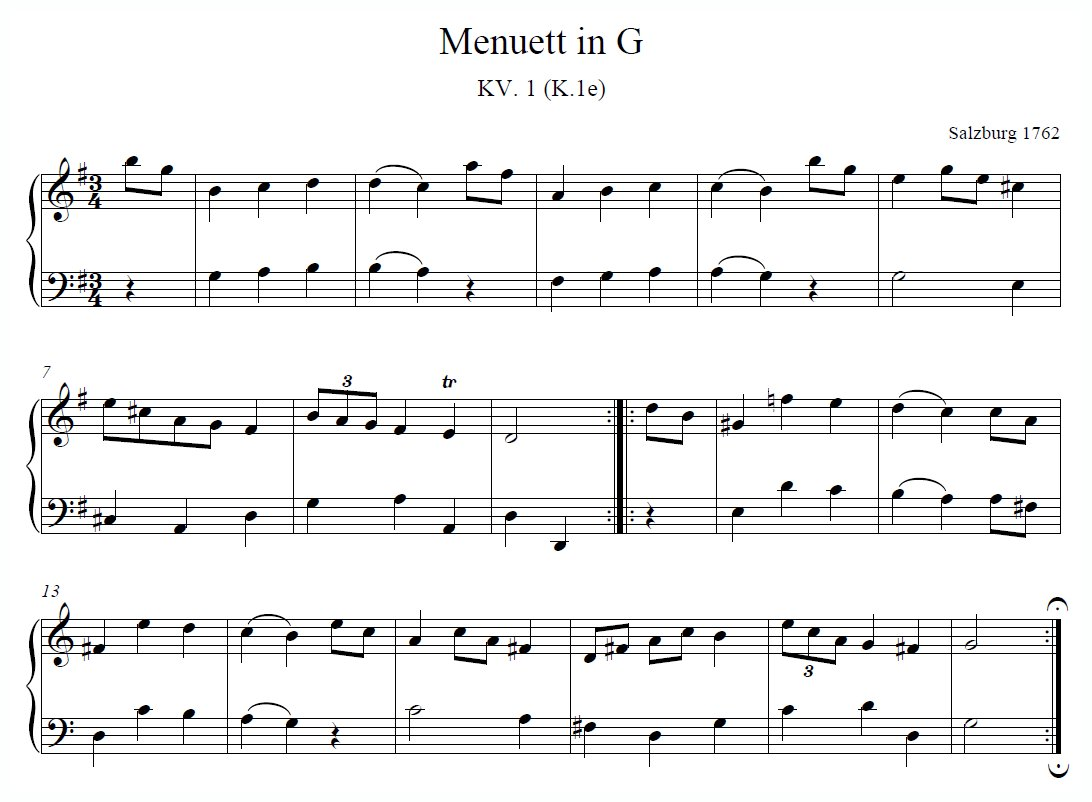
Partitura de la pieza.

El Minueto para teclado en sol mayor, K. 1/1e es una breve pieza musical, compuesta por Wolfgang Amadeus Mozart en Salzburgo en 1761, cuando tenía cinco años. 
Esta es la quinta composición de Mozart, y se encuentra recogida en el conocido como Nannerl Notenbuch, un pequeño cuaderno que empleaba Leopold Mozart, el padre de Wolfgang, para enseñar música a sus hijos. La pieza fue puesta por escrito por Leopold, en tanto que el pequeño Wolfgang no sabía escribir música por entonces, dada su corta edad.

## Descripción
Es una pieza muy breve, compuesta por solo dieciséis compases, de unos treinta segundos de duración, y está en la tonalidad de sol mayor. Suele ser interpretada en el clavicémbalo, aunque en su ejecución pueden emplearse otros instrumentos de teclado.

## Análisis
El minueto, recogido en la primera colección de obras de Mozart, es de tempo relativamente rápido, en compás de 3/4. A diferencia de su anterior composición, KV 1d, está menos influido por el estilo barroco.
La pieza presenta dos frases, ambas delimitadas por barras de repetición y con forma de Satz o sentence (en la terminología de Arnold Schönberg) y basadas en un mismo motivo rítmico, que aparece en el primer compás y los dos primeros pulsos del segundo compás: la estructura quedaría así: A(2+2+4 compases):||A'(2+2+4 compases):||. El comienzo de la pieza es anacrúsico y a lo largo de la misma, el único ornamento que aparece es un trino en el octavo compás.